# Kailua (hrabstwo Honolulu)
Kailua – miejscowość spisowa w Stanach Zjednoczonych, w stanie Hawaje, na wyspie Oʻahu, w hrabstwie Honolulu.
Średni roczny dochód dla gospodarstwa domowego wynosił 72 784 USD, a średni roczny dochód dla rodziny to 79 118 USD. 3,3% rodzin i 5,4% mieszkańców tej miejscowości żyło poniżej granicy ubóstwa, z czego 5,3% to osoby poniżej 18 lat, a 1,5% to osoby powyżej 65 roku życia.

## Filmy
Filmy i seriale kręcone w Kailua:
1. Hawaii Five-O (1968): "King of the Hill" – epizod serialu
2. Waikiki (1980) (TV)
3. Mädchengeschichten (1998): Shea – "Surfer girl" – epizod serialu
4. Zagubieni (2004–10) – epizody serialu
5. Magnum (1980–88) – epizody serialu